# ممثلية ألمانيا في رام الله
ممثلية ألمانيا في رام الله هي الممثلية الدبلوماسية العُليا الألمانية لدى دولة فلسطين. افتتحت الممثلية في البداية في مدينة أريحا، وجرى لاحقًا نقلها إلى شارع برلين بمدينة رام الله ولها فرع في مدينة غزة.

## قائمة الممثلون
| الترتيب | رئيس البعثة الدبلوماسية | تاريخ الاعتماد الدبلوماسي | تاريخ الانتهاء | مستشار ألمانيا | رئيس دولة فلسطين | ملاحظات |
| ------- | ----------------------- | ------------------------- | -------------- | -------------- | ---------------- | ------- |
|         | غ/م                     |                           |                |                |                  |         |
|         | هورست فرتيغ             | 5 أكتوبر 1997             |                |                | ياسر عرفات       |         |
|         | ميغيل بيرغر             | 2004                      | 2006           | غيرهارد شرودر  | ياسر عرفات       | [ 4 ]   |
|         | جورج رانو               | 28 مايو 2006              | يونيو 2008     | أنغيلا ميركل   | محمود عباس       |         |
|         | كلاوس بور خاردت         | 21 يوليو 2008             |                | أنغيلا ميركل   | محمود عباس       |         |
|         | جوتس لينغنتال           | 21 يوليو 2010             |                | أنغيلا ميركل   | محمود عباس       |         |
|         | بيتر بيرفيرث            | 2015                      | يوليو 2018     | أنغيلا ميركل   | محمود عباس       |         |
|         | كريستيان كلاجس          | 18 سبتمبر 2018            | 2021           | أنغيلا ميركل   | محمود عباس       |         |
|         | أوليفر أوفتشا           | 12 أغسطس 2021             | يوليو 2025     | أنغيلا ميركل   | محمود عباس       |         |
|         | أنكه شليم               | 14 أغسطس 2025             | لا تزال        | فريدرش ميرتس   | محمود عباس       |         |

## وصلات خارجية
- الموقع الرسمي